# Звеното
„Звеното“ (на английски: The Unit) е американски екшън сериал, чийто сюжет е съсредоточен върху таен военен отряд. Сериалът е създаден по историята за истинския Делта форс и техните семейства.

## „Звеното“ в България
В България сериалът, преведен като „Специален отряд“, започва излъчване по bTV на 23 септември 2007 г., всяка неделя от 23:30 (с някои изключения) и е с български дублаж. Първи сезон завършва на 20 януари 2008 г. Повторенията му започват на 2 юни с разписание всеки понеделник от 01:00 и завършват на 25 август. Ролите се озвучават от артистите Милена Живкова, Петя Абаджиева, Димитър Иванчев, Кирил Бояджиев и Христо Узунов.
На 15 февруари 2010 г., преведен като „Звеното“, започва излъчване по Диема през делничните дни от 21:00 с повторение обикновено след 23:30, а понякога на следващия ден от 00:00 или 00:30. На 18 март започва втори сезон и завършва на 29 април. Трети сезон започва на 30 април и завършва на 14 май. Последният четвърти сезон започва на 17 май и завършва на 15 юни. Дублажът е записан наново. Ролите се озвучават от артистите Ани Василева, Христина Ибришимова, Яница Митева, Христо Узунов, Николай Николов и Здравко Методиев.